# Spin (Roman)
Spin ist der Titel eines Romans des kanadischen Science-Fiction-Autors Robert Charles Wilson. Der Roman wurde mehrfach ausgezeichnet, unter anderem mit dem Hugo Award und dem Kurd-Laßwitz-Preis. Wilson schrieb die Handlung des Buchs in zwei Fortsetzungen, Axis und Vortex, weiter, die jedoch nicht den Erfolg des ersten Bandes teilten.

## Handlung
Wilson beschreibt in Spin eine Erde, die von einer unbekannten kosmischen Macht in eine Art „Stasisfeld“, dem Spin, eingeschlossen wird. Aufgrund der vielfältigen Effekte, die durch diesen Einschluss bewirkt werden, verändert sich die Gesellschaft auf der Erde teilweise grundlegend. Ansatzweise werden verschiedenartige politische Strategien zur Erforschung oder Lösung des Problems dargestellt, das Hauptaugenmerk liegt jedoch auf den persönlichen Entwicklungen mehrerer Personen, die teils aus wirtschaftlichen Gründen, teils aus persönlichem Interesse mit der Erforschung des Spins beschäftigt sind.
Im Laufe der Handlung wird klar, dass innerhalb des Schirms die Zeit langsamer vergeht, während sie für den Rest des Universums normal vergeht. Dadurch wird es möglich, dass der Mars „terraformt“ und kolonisiert wird, während auf der Erde nur wenige Jahre vergehen. Jedoch wird auch der Mars vom Spin-Phänomen betroffen, sobald sich dort eine stabile Kolonie etabliert hat. In der Zwischenzeit hat vom Mars importierte Biotechnologie auf der Erde zu weiteren Konflikten geführt: Ein Heilmittel, das Langlebigkeit bewirkt und viele Krankheiten bekämpft, verwandelt die behandelten Menschen in sogenannte „Vierte“, langlebige und sehr pazifistisch eingestellte Individuen. Das Misstrauen ihnen gegenüber spaltet die Gesellschaft und bewirkt die Gründung einer Aufsichtsbehörde.

## Rezeption
Dietmar Dath beschreibt den Roman in der FAZ als Generationenroman und Gesellschaftskritik und nennt ihn „groß, aber antibombastisch“.
Jürgen Doppler vom Österreichischen Der Standard nennt Spin einen Roman, „der SF-Kritik wie LeserInnen gleichermaßen faszinierte“.
Peter Kümmel bezeichnet die Idee der isolierten Erde als „zwar nicht absolut neu, aber relativ unverbraucht“ und gesteht dem Autor „ein wahres Füllhorn von Ideen“ zu, die auch den SF-Kenner noch verblüffen können.

## Auszeichnungen
- 2006 Hugo Award für Best Novel (Bester Roman)
- 2007 Kurd-Laßwitz-Preis, bestes ausländisches Werk

## Nachweise
1. ↑  https://www.perlentaucher.de/buch/robert-charles-wilson/spin.html
2. ↑  Rundschau: Menschheit am Scheideweg. In: derStandard.at. 21. Juli 2012, abgerufen am 13. Dezember 2017.
3. ↑  Peter Kümmel: Kritik zu „Spin“. In: phantastik-couch.de. Juli 2006, abgerufen am 10. Mai 2022.